# 県民公園新港の森
県民公園新港の森（けんみんこうえんしんこうのもり）は、富山県射水市作道ある公園である。

## 概要
射水市作道と高岡市姫野にまたがる約25haの公園である。1969年に富山県知事に初当選した中田幸吉の公約に基づき、富山新港臨海工業地帯西側のグリーンベルト（公害防止緩働緑地）として整備され、1982年10月1日に一部完成、1983年7月10日に全体が完成した。

## 主な施設
出典→
北地区
- 県営新港野球場（両翼90m、センター120m、3,000人収容のスタンドと電光掲示板を完備）
- けやきひろば（パークゴルフ練習場）
- さくらひろば（ソメイヨシノ・オオシマザクラが大小270本植栽されている桜の名所）
- さくら並木

中地区
- 県営新港スポーツ広場（1周300mのクレーのトラックあり）
- 競技場ひろば
- どんぐりの林（クヌギ・コナラ等60数本を植樹）
- 市町の木コーナー
- 万葉の木のコーナー
- スロープひろば（公園内最大の5,000m2の芝生広場。7月と8月の第3土曜日に小高い丘に縦横25mの水すべり台が設置される）
- 中央花壇
- 記念碑

南地区
- 県営新港テニスコート（クレイコート4面）
- 薬草園

## アクセス
鉄道
- あいの風とやま鉄道線小杉駅より新湊行きバス約10分、新港の森下車徒歩約5分[4]。
- 万葉線中新湊駅より徒歩約5分[4]。

道路
- 国道8号鏡宮交差点より、国道472号を新港方向北進約1.5km[4]。